# Fónagy Zoltán (történész)
Fónagy Zoltán (Eger, 1962. november 8. – ) magyar történész, a történettudomány kandidátusa (1998). Munkáiban nagy figyelmet fordít az általa vizsgált korszak hétköznapi életének leírására.

## Életpályája
1987-ben szerzett diplomát a budapesti Eötvös Loránd Tudományegyetem Bölcsészettudományi Karának  történelem szakán. 1987 és 1990 doktori ösztöndíjas volt. 1990 és 1996 között tanársegéd volt a budapesti Eötvös Loránd Tudományegyetem Bölcsészettudományi Karának Új- és Legújabbkori Magyar Történelem Tanszékén. Ezt követően a Magyar Tudományos Akadémia Történettudományi Intézetében dolgozott; 1996 és 1999 között tudományos munkatársként, majd 1999 és 2002 között tudományos főmunkatársként. 2003 és 2004 között a bécsi Collegium Hungaricum tudományos igazgatóhelyettese, majd 2004 és 2009 között igazgatója  volt. 
2010-2011 folyamán az MTA Történettudományi Intézete tudományos főmunkatársaként dolgozott. 
2012 óta az MTA Bölcsészettudományi Kutatóközpont Történettudományi Intézet tudományos főmunkatársa.

## Tudományos fokozata
- a történettudomány kandidátusa (1998)

## Díjai, elismerései
- Akadémiai Ifjúsági Díj (1998)
- Hanák Péter Díj (2000)
- Bólyai Emlékplakett (2001)
- a Köztársasági Érdemrend Lovagkeresztje (2010)

## Főbb művei (válogatás)
- Wesselényi Miklós. Új Mandátum Kiadó, Bp., 1999. 249. [Magyar szabadelvűek.]
- Modernizáció és polgárosodás 1849–1914. Csokonai Kiadó, Debrecen, 2001. 254. [Történelmi kézikönyvtár.]
- Széchenyi István és Kossuth Lajos. Enciklopédia Humana Egyesület – Kossuth Kiadó, Bp., 2003 298. [Párhuzamos életrajzok a magyar történelem századaiból.] [Társszerző: Dobszay Tamás.]
- A nemzeti mozgalom és a francia háborúk; A gazdaság; Az ország népe; A társadalom mindennapjai; Művelődés, nemzeti kultúra és polgárosodás; A dualizmus kora. In: Millenniumi magyar történet. Szerk. Tóth István György. Osiris Kiadó, Bp., 2001. 331–336., 352–374., 425–473.
- A bomló feudalizmus gazdasága; A rendi társadalom utolsó évtizedei; Magyarország társadalma a 19. század második felében. In: Magyarország története a 19. században. Szerk. Gergely András. Osiris, Bp., 2003. 26–124., 397–459. [Társszerző: Dobszay Tamás.]
- A törvényhozás pénzügyi és gazdaságpolitikai döntései. In: A magyar országgyűlés 1848/49-ben. Szerk. Szabad György. Magyar Országgyűlés, Bp., 1998. 223–256.
- Deák Ferenc és a jobbágyfelszabadítás. In: A Batthyány-kormány igazságügyi minisztere. Szerk. Molnár András. Zala Megyei Levéltár, Zalaegerszeg, 1998. 21–52. [Zalai Gyűjtemény 43.]
- Nemesi birtokviszonyok az úrbérrendezés korában. Századok, 1999. 6. 1141–1191.
- Die ungarische Revolution und Österreich 1956. Czernin Verlag, Wien, 2006. 544. [Társszerkesztő: Murber Ibolya.]
- Fa és gyümölcse. Adalékok Batthyány Lajos bécsi tanulóéveihez. In: História mezején. A 19. század emlékezete. Tanulmányok Pajkossy Gábor tiszteletére. Szerk. Deák Ágnes–Völgyessy Orsolya. Csongrád Megyei Levéltár, Szeged, 2011. 113–126. [1]